# Roque-Roque
Roque-Roque (no original em inglês: Gopher), é uma personagem da turma do Ursinho Puff. Também é conhecido como Dentucinho ou Toupeira. Seu nome verdadeiro é Samuel J. Gopher.
Assim como Kessie e Bolota, Roque-Roque é uma personagem criado pela Disney e que não existia nos livros nos quais Ursinho Puff é baseado. No filme Lady and the Tramp, da Disney, vemos um castor que é muito semelhante ao Roque-Roque.
Roque-Roque é um roedor (mais especificamente um gopher) muito trabalhador que adora construir seus túneis. Ele é muito habilidoso na construção não só de túneis, mas também de casas, paredes e muitas outras coisas. Uma piada muito usada no Ursinho Puff é que Roque-Roque sempre acaba se distraindo e caindo nos buracos que ele mesmo cavou. Roque-Roque também é muito conhecido por assoviar enquanto fala. Junto com Corujão, Guru e Tigrão, ele é um dos poucos personagens que não tem uma comida preferida.
Ao contrário da maioria das personagens, Roque-Roque não aparece muito frequentemente. Ele aparece bastante na série animada tradicional, mas nas séries novas e na maioria dos filmes está ausente.
No primeiro desenho animado do Puff onde a personagem foi introduzida, Roque-Roque, em determinado momento, diz  I'm not in the book, you know ("Não estou no livro, sabe?"). O livro a que ele se referia é a lista telefônica, mas isso foi uma piada dos produtores, por Roque-Roque não estar presente nos livros originais do Ursinho Puff.
Roque-Roque e Kessie, ao que parece, nunca se conheceram. Ele também nunca conheceu pessoalmente o Bolota, apesar de ambos terem aparecido em Pooh's Heffalump Halloween Movie.

## Aparições
- The Many Adventures of Winnie the Pooh (filme)
- The New Adventures of Winnie the Pooh (série animada)
- Winnie the Pooh: Seasons of Giving (filme)
- Winnie the Pooh: A Very Merry Pooh Year (filme)
- Pooh's Heffalump Halloween Movie (filme)